# Karlīne Štāla

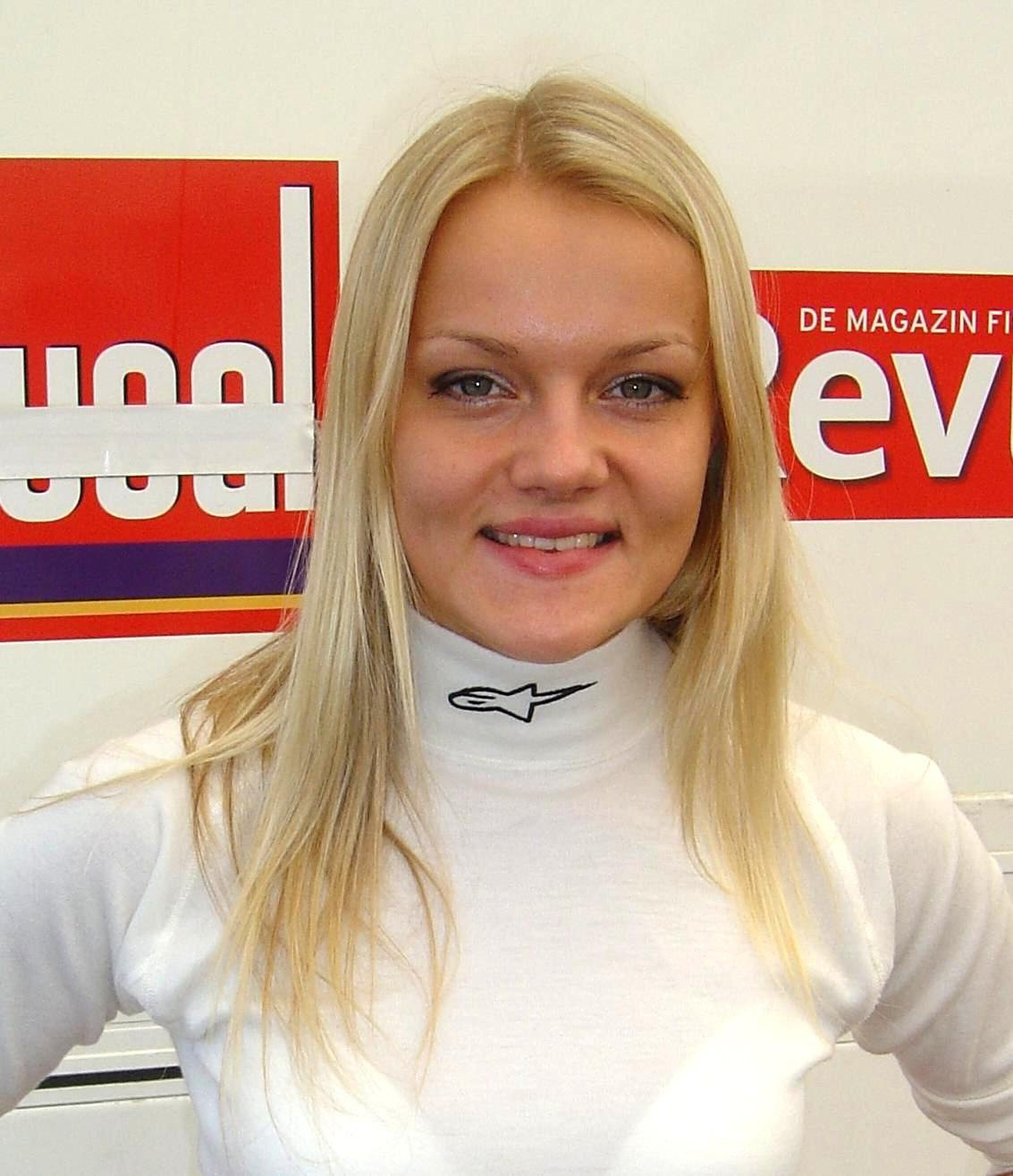
Karlīne Štāla (2008)

Karlīne Štāla (* 5. März 1986 in Riga) ist eine lettische Automobilrennfahrerin. Sie gilt als weltweit erste Frau, die eine internationale Monoposto-Rennserie gewinnen konnte.

## Anfänge im Motorsport
Štāla begann ihre Motorsportlaufbahn im Jahr 2000 in der lettischen Kartmeisterschaft (ICA Junior-Klasse) und wurde dort Gesamtsechste. Es folgte eine weitere Saison in der Serie und dann der Aufstieg in die Rotax Max junior-Klasse der österreichischen RM- und der lettischen Kartmeisterschaft, die sie mit den Gesamträngen sieben bzw. fünf abschloss. Im Jahr 2003 beendete sie die Serien auf den Gesamtpositionen vier bzw. zwei, außerdem steht ein 19. Platz in der Rotax Max Euro Challenge zu Buche. Im selben Jahr testete sie zudem je einen Formel-Ford- und Formel-BMW-Boliden. In der folgenden Saison erreichte sie den achten Gesamtplatz in der RM-1-Klasse der Rotax Max Euro Challenge, 2005 folgte der achte Gesamtrang in der finnischen Legend-Car-Meisterschaft. 2003 und 2004 hatte sie darüber hinaus vereinzelt am baltischen Toyota-Yaris-Cup teilgenommen.

## Gewinn der belgischen Formel Renault-Meisterschaft
Zu Beginn des Jahres 2006 wechselte Štāla in die belgische Formel-Renault-1.6-Meisterschaft und damit in den Monoposto-Sport. Nach einer Saison ohne außergewöhnliche Ergebnisse beim MRD Motorsport Europe-Team konnte sie sich im Jahr 2007, für das Team Astromega fahrend, mit zwei Siegen, zwei schnellsten Rennrunden und insgesamt 10 Podiumsplatzierungen bei 178 Punkten in zwölf Rennen den Gewinn der Meisterschaft sichern. Mit diesem Erfolg konnte sie als erste Frau eine internationale Monoposto-Serie für sich entscheiden. Allerdings gewann Ellen Lohr 1987 die Deutsche Formel-Ford-Meisterschaft, die auch als internationale Formelserie betrachtet werden kann. Als Preis für den Erfolg durfte Karlīne Štāla im November 2007 ein World Series by Renault-3.5-Liter-Autos in Paul Ricard für Fortec Motorsport testfahren.

## Formel 3
2008 bekam Štāla als eine von drei Fahrerinnen einen Platz im deutschen ATS-Formel-3-Cup und zwar beim luxemburgischen Team Racing Experience. Nach mäßigen Resultaten trotz aktuellem Fahrzeug (Dallara F307 Mercedes) verließ sie nach dem vierten Rennwochenende auf dem Hockenheimring das Team, hatte für das T.T. Racing Team einen Gastauftritt in der finnischen Formel 3 bei der Veranstaltung auf dem EST-Ring (ein fünfter Platz als bestes Einzelresultat) und kehrte schließlich mit dem Swiss Racing Team für die letzten drei Rennwochenenden in den deutschen F3-Cup zurück. Sie beendete die Saison ohne Punkte. Für Aufsehen konnte sie lediglich beim Rennwochenende auf dem Sachsenring sorgen, als sie Konkurrent Giulio Glorioso in einen Überschlag schickte.

## Berufliches
Štāla studiert Internationales Tourismus-Management an der Business School "Turība" (Biznesa augstskola "Turība").